# とりあえずカンパイしませんか?
『とりあえずカンパイしませんか?』は、2023年3月2日（1日深夜）から3月23日（22日深夜）までテレビ東京系列の深夜ドラマ枠「水ドラ25」にて放送されたテレビドラマ。主演はテレビ東京ドラマ初主演となる白石聖。
3人の女性が週末の「合コン」を通じて毎回新しい男性と出会い、その「出会い」を通じて成長し、青春を取り戻す物語。

## キャスト

### 主要人物
香山花火（かやま はなび）
演 - 白石聖
主人公。ドラッグストアのアルバイトで転職活動中。自己紹介が苦手で人見知り。
趣味は擬人化された「おつまみ」のカプセルトイの収集。好きな酒はクラフトビール。
転職で東京を離れ、北海道に引っ越すことになる。
町あけび（まち あけび）
演 - 朝倉あき
パーソナルトレーナー。体育会系で姉御肌。バツイチ。
高校までサッカーをしていた。フットサルや登山など、アウトドアのアクティビティが好き。
結婚していたころは、今の姿から想像できないが根暗だったと合コンで明かす。好きな酒は日本酒。
白石若菜（しらいし わかな）
演 - 北野日奈子
大学院生。ポジティブで社交性が高い。4歳までアメリカに居た。
大学院では災害時の落石シミュレーションなど、天災を研究している。
優柔不断で、自分の考えで物事を決めきれないところがある。好きな酒はハイボール。
山田
演 - 前原滉
花火、あけび、若菜に三股をかけていた元彼。最終話の合コン相手。
シズナ
演 - 佐藤江梨子
若菜の行きつけのバーの店主。後に花火、若菜の行きつけの店にもなる。

### ゲスト

#### 第1話
晴人（はると）
演 - 西垣匠（中学2年時：石田星空）
合コン相手。あだ名はハルルート。特技は現実逃避。失恋したばかり。
転勤が多い家庭で育ち、転校のたびに品定めされる気持ちになったトラウマから自己紹介が苦手。
龍（りゅう）
演 - 内藤秀一郎
合コン相手。あけびの知り合い。あだ名はタッツン。登山好き。
ひとり二役で自己紹介の練習をしていた花火を見て、落語好きと勘違いする。
達也（たつや）
演 - 水川かたまり（空気階段）
合コン相手。あだ名は龍と同じでタッツン。
花火と同じく「おつまみ」のキャラクターグッズを収集していた。
田中実咲（たなか みさき） / サキーノ
演 - 西川愛莉
晴人の元カノ。晴人が中学2年のころの転校時、在校生側から自己紹介すべきと紹介を始めた女子生徒。バドミントン部。
後に同窓会で再会した晴人と交際するようになるが、別れることになった。

#### 第2話
真造（しんぞう）
演 - 佐藤流司
合コン相手の怪談師。金髪に青いスーツで見た目がホスト。かくれんぼをしていた男の子が見つからない怪談を合コンで披露する。
後に怪談に登場した見つからなかった男の子は、いじめに遭って放置されていた幼いころの自分であったと明かす。
新田守男（にった まもる）
演 - 矢部昌暉（DISH//）
合コン相手。物を失くしかけそうで、失くさない。三股交際していた山田が花火、あけび、若菜と鉢合わせした話を怪談より怖がる。
大志（たいし）
演 - 篠崎大悟（ロロ）
合コン相手。風貌から怪談師と間違えられる。
合コンから姿を消すが、そもそも大志という男は合コン会場に来店していなかったことが判明する。

#### 第3話
禄（ろく）
演 - 和田颯（Da-iCE）
合コン相手。VRを開発するエンジニア。幼馴染の幸太と会社を起業している。
優柔不断なため、率先して面倒を見てくれる幸太の意見に判断を委ねるようになる。
同じように優柔不断な性格の若菜と意気投合するが、最終話で彼女をふったことが言及されている。
幸太（こうた）
演 - 和田雅成
合コン相手。VRを開発するエンジニア。禄の幼馴染。
口は悪いが禄の面倒を見すぎて、彼の自主的な考えを阻害しているきらいがある。
太一（たいち）
演 - 西本たける（スーパーサイズ・ミー）
合コン相手。VRを開発するエンジニア。禄と幸太の後輩で、彼らに憧れ起業した会社に入社している。

#### 最終話
紋（もん）
演 - 吉田仁人（M!LK）
合コン相手。花火と同じく「おつまみ」のキャラクターグッズを収集しており意気投合し、彼女に交際を申し込む。
陸（りく）
演 - 佐藤景瑚（JO1）
合コン相手。お調子者の愛され男子。
酪農家の夫婦
演 - わかばかなめ、山口かんじ
花火の転職先である北海道の牧場の酪農家夫婦。

## スタッフ
- 脚本 - 三浦直之（ロロ）[1]
- 音楽 - 池永正二[12]
- オープニングテーマ - ヤユヨ「愛をつかまえて」（TALTO）[13]
- エンディングテーマ - ヤユヨ「アイラブ」（TALTO）[13]
- 監督 - ふくだももこ[1]、井上康平[1]
- プロデューサー - 中村晋野（テレビ東京）[1]、山中直樹（ROBOT）[1]
- 制作協力 - ROBOT[1]
- 製作著作 - テレビ東京

## 放送日程
| 各話   | 放送日  | サブタイトル | 監督         |
| ------ | ------- | ------------ | ------------ |
| 第1話  | 3月02日 | 自己紹介     | ふくだももこ |
| 第2話  | 3月09日 | 存在         | ふくだももこ |
| 第3話  | 3月16日 | 選択         | 井上康平     |
| 最終話 | 3月23日 | 恋           | ふくだももこ |

## 放送局
| 放送期間                | 放送時間         | 放送局         | 対象地域       | 備考   |
| ----------------------- | ---------------- | -------------- | -------------- | ------ |
| 2023年3月2日 - 3月23日  | 木曜 1:00 - 1:30 | テレビ東京     | 関東広域圏     | 製作局 |
|                         |                  | テレビ北海道   | 北海道         |        |
|                         |                  | テレビ大阪     | 大阪府         |        |
|                         |                  | TVQ九州放送    | 福岡県         |        |
|                         |                  | テレビせとうち | 香川県・岡山県 |        |
| 2023年3月15日 - 4月5日  | 水曜 1:30 - 2:00 | テレビ愛知     | 愛知県         |        |
| 2023年3月23日 - 4月13日 | 木曜 0:00 - 0:30 | びわ湖放送     | 滋賀県         |        |

## ネット配信
| 配信開始月 | 配信サイト     | 配信料金     | 備考       |
| ---------- | -------------- | ------------ | ---------- |
| 2023年3月  | TVer           | 広告付き無料 | 見逃し配信 |
| 2023年3月  | ネットもテレ東 | 広告付き無料 | 見逃し配信 |
| 2023年3月  | GYAO!          | 広告付き無料 | 見逃し配信 |
| 2023年3月  | Paravi         | 定額制有料   |            |

## スピンオフドラマ
『とりあえずカンパイしませんか?～アテのない男たち～』（ - アテのないおとこたち）のタイトルで、本編第1話放送終了後の1時30分より、TVerにて期間限定で配信された。4月29日からはParaviで配信されている。

### キャスト（スピンオフドラマ）
- キャストの合コン相手を参照。

### スタッフ（スピンオフドラマ）
- 脚本 - 板谷洋[18]
- 監督 - 井上康平[18]
- プロデューサー - 中村晋野（テレビ東京）、山中直樹（ROBOT）[18]
- 制作協力 - ROBOT
- 製作著作 - テレビ東京

### 配信日程
| 各話   | 配信日  | サブタイトル             |
| ------ | ------- | ------------------------ |
| 第1話  | 3月02日 | 誰とでも打ち解ける会話術 |
| 第2話  | 3月09日 | 空気を冷たくする男       |
| 第3話  | 3月16日 | これが俺らの愛のカタチ   |
| 最終話 | 3月23日 | アテのない男たち         |